# Osaka
Pour les articles homonymes, voir Osaka (homonymie).

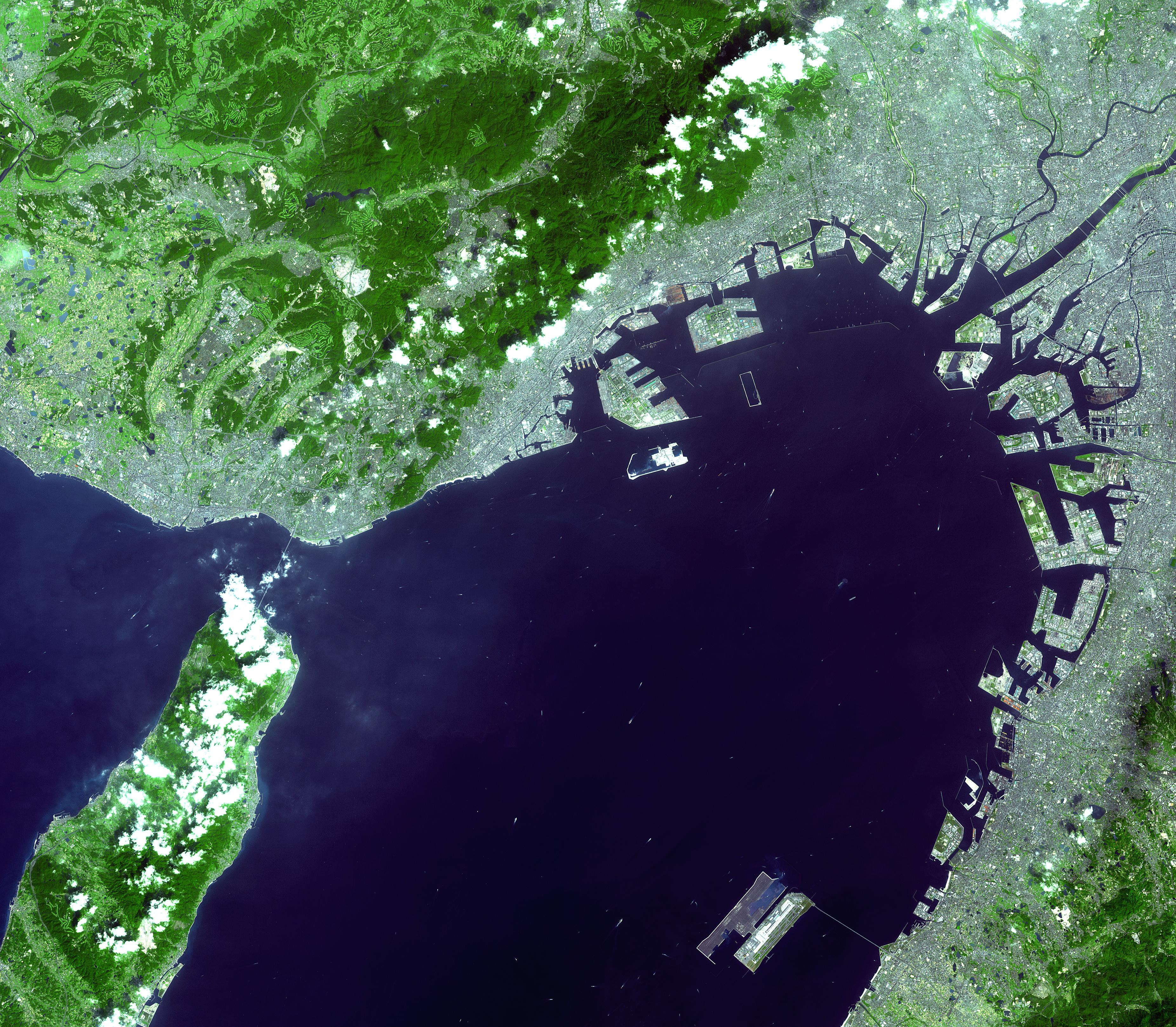
La baie d'Osaka.

Osaka ou Ōsaka (大阪市, Ōsaka-shi, prononcé /oː.sa.ka.ɕi/) est la troisième plus grande municipalité du Japon et le centre de la conurbation du Keihanshin (Kyoto-Kobe-Osaka), deuxième aire métropolitaine du pays tant en nombre d'habitants qu’en PIB. La ville est également le chef-lieu de la préfecture du même nom. Elle est située sur l'île de Honshū (本州), l'île principale du Japon sur laquelle se trouve également Tokyo, sur les rives de la mer intérieure de Seto, plus précisément dans la baie d'Osaka.
Ōsaka (大阪) signifie « grande pente ».

## Histoire
La fondation de la ville remonterait au IIIe siècle. Son port joue un rôle déterminant dans son développement et lui permet de nouer des contacts avec la Corée et la Chine. C'est de cette époque que datent les kofun, impressionnantes structures funéraires.
Tournée vers le commerce et l'industrie, Osaka est aussi devenue grâce à l'empereur Tenji, sous son ancien nom de Naniwa (難波 / 浪華 / 浪花), la capitale de l'empire entre le milieu du VIIe et le milieu du VIIIe siècle. On construit à cette période le premier temple bouddhiste du Japon, le Shi Tennō-ji.
Un autre événement essentiel dans l'histoire d'Osaka a été la décision prise par Toyotomi Hideyoshi d'y construire un imposant château, Ōsaka-jō, en 1583. Cela attira de nombreux négociants.
Bien qu'elle ait souffert lors des sièges de 1614 et 1615, Osaka retrouva la prospérité et, lors de la période Edo, était parfois surnommée « le garde-manger de la nation » (天下の台所, tenka no daidokoro) à cause de son rôle central dans le commerce du riz.
Outre son économie florissante, la ville était un centre culturel qui vit se développer, par exemple, le bunraku (théâtre de marionnettes) et le kabuki, ainsi qu'un lieu de savoir et d'éducation, en particulier dans le domaine de la médecine.
A l'époque Edo, l'univers des Maisons vertes était très important dans la peinture des ukiyo-e. À Osaka, ces lieux de prostitution étaient installés à partir de 1624 dans le quartier Shinmachi ("la nouvelle ville"). Tolérés par le shogunat, ces quartiers étaient reconnus par des licences gouvernementales et constituaient de véritables enclaves dans lesquelles les distinctions sociales  régissant la vie ordinaire n'avaient plus cours. Les théâtres kabuki étaient généralement installés au sein de ces quartiers et, au début, les actrices étaient des prostituées.
Au début du XXe siècle, Osaka était devenu un important centre industriel.
La ville a été profondément affectée par les bombardements américains de la Seconde Guerre mondiale. Les effets d'une reconstruction rapide et désordonnée se font encore sentir aujourd'hui dans son urbanisme.
Des années 1950 aux années 1970, la région a été la proie d'une pollution industrielle intense. Par exemple, en 1960, on a enregistré 156 jours de brouillard polluant. Depuis, Osaka est devenue pionnière au Japon en matière de politiques environnementales.
Osaka a accueilli l'Exposition horticole de 1990. Suita, dans sa préfecture, a été le siège de l'Exposition universelle de 1970.
Osaka présentera l'Exposition universelle en 2025.

## Population
En 2000, la population d'Osaka le jour représentait 141 % de sa population la nuit, les travailleurs rentrant le soir chez eux, dans les autres villes de la préfecture. Ce rapport de proportion s'élevait à 947,3 % dans l'arrondissement Chūō.

La ville d'Osaka au sein de la préfecture d'Osaka.

En 2016, 140 000 habitants d'Osaka reçoivent une aide sociale.

## Géographie
Osaka est située sur l'île de Honshū (本州 / 本土), au bord de la mer intérieure de Seto, dans la baie d'Osaka. Elle est traversée par plusieurs rivières dont la principale est la Yodo-gawa.

### Arrondissements

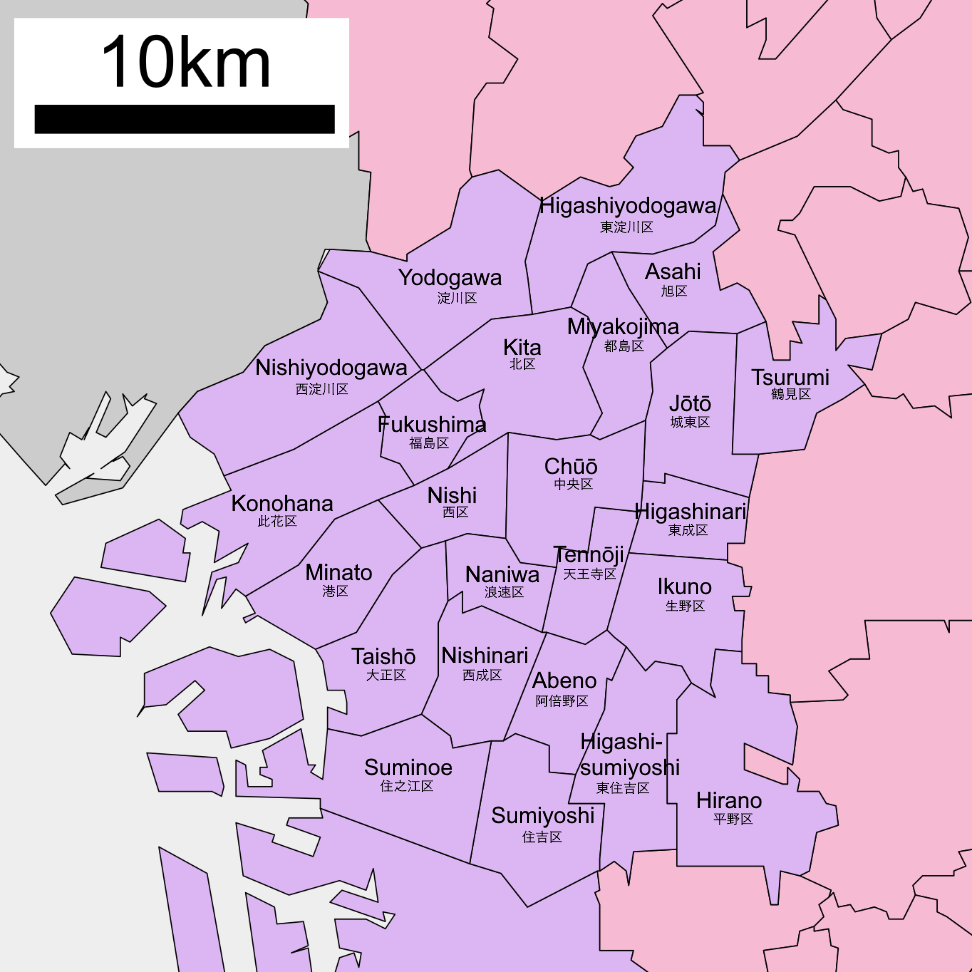
Carte des arrondissements de la ville d'Osaka.

Osaka est subdivisée en 24 arrondissements (ku) :

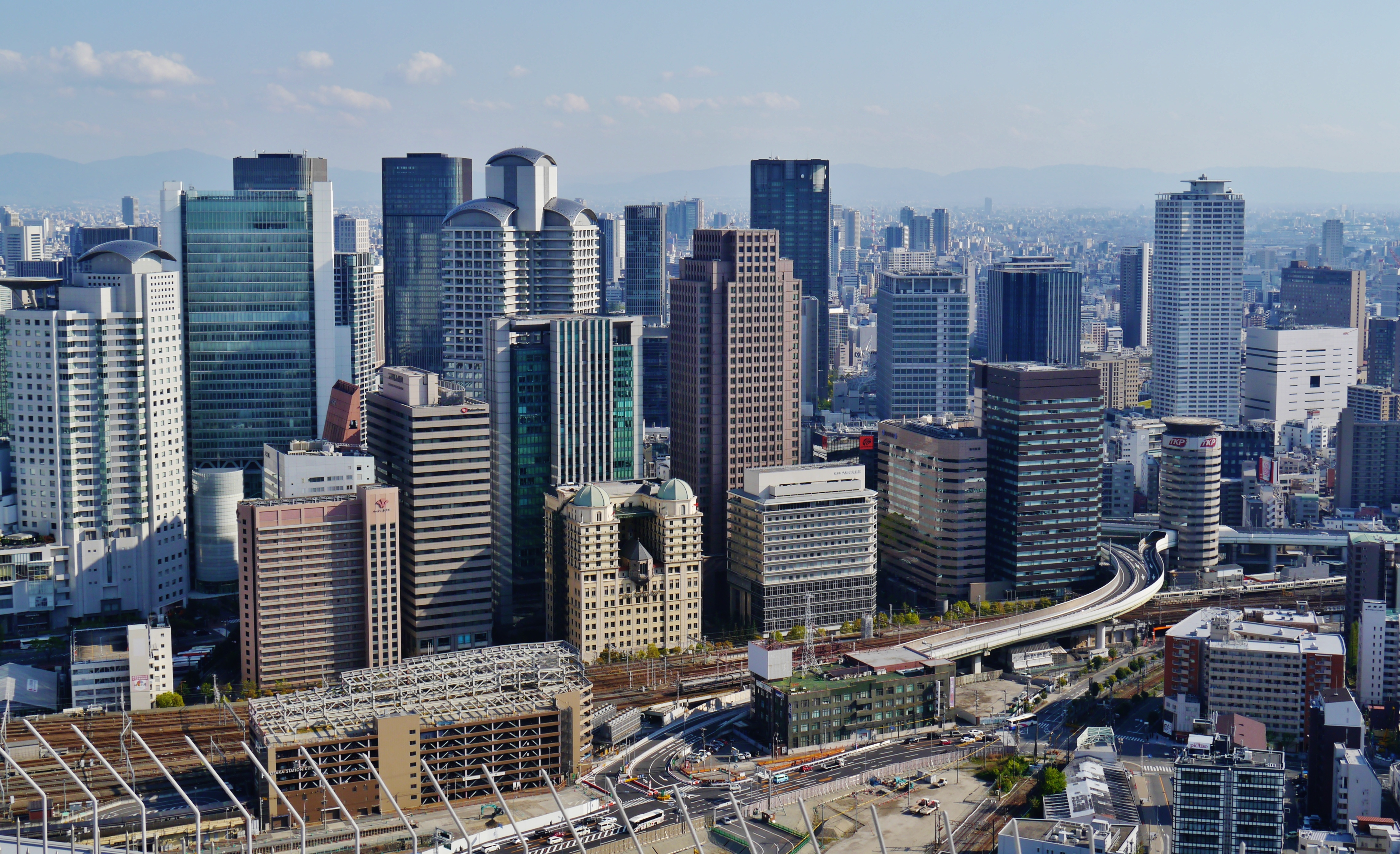
Vue du centre-ville à partir de l'Umeda Sky Building.

- Abeno-ku
- Asahi-ku
- Chūō-ku
- Fukushima-ku
- Higashinari-ku
- Higashisumiyoshi-ku
- Higashiyodogawa-ku
- Hirano-ku
- Ikuno-ku
- Jōtō-ku
- Kita-ku
- Konohana-ku
- Minato-ku
- Miyakojima-ku
- Naniwa-ku
- Nishi-ku
- Nishinari-ku
- Nishiyodogawa-ku
- Suminoe-ku
- Sumiyoshi-ku
- Taishō-ku
- Tennōji-ku
- Tsurumi-ku
- Yodogawa-ku

### Climat
Le climat à Osaka est subtropical humide (Köppen: Cfa) selon la classification de Köppen.
Les précipitations sont abondantes et bien réparties tout au long de l'année, avec un léger creux pluviométrique en janvier.
L'humidité accentue la chaleur des étés, déjà très chauds avec des températures minimales moyennes qui ne descendent pas en dessous de 25 °C en plein mois d'août, même au milieu de la nuit.
Pour autant, le climat à Osaka n'est pas pleinement tropical car les hivers sont  plutôt frais, secs et généralement sans gel, ce qui rend ces périodes agréables.
| Mois                                             | jan.      | fév.      | mars      | avril     | mai       | juin      | jui.      | août      | sep.      | oct.      | nov.      | déc.      | année     |
| ------------------------------------------------ | --------- | --------- | --------- | --------- | --------- | --------- | --------- | --------- | --------- | --------- | --------- | --------- | --------- |
| Température minimale moyenne (°C)                | 3         | 3,2       | 6         | 10,9      | 16        | 20,3      | 24,6      | 25,8      | 21,9      | 16        | 10,2      | 5,3       | 13,6      |
| Température moyenne (°C)                         | 6,2       | 6,6       | 9,9       | 15,2      | 20,1      | 23,6      | 27,7      | 29        | 25,2      | 19,5      | 13,8      | 8,7       | 17,1      |
| Température maximale moyenne (°C)                | 9,7       | 10,5      | 14,2      | 19,9      | 24,9      | 28        | 31,8      | 33,7      | 29,5      | 23,7      | 17,8      | 12,3      | 21,3      |
| Record de froid (°C) date du record              | −7,5 1945 | −6,5 1895 | −5,2 1936 | −2,6 1884 | 3,5 1935  | 8,9 1891  | 14,8 1913 | 13,6 1884 | 10,4 1883 | 3 1884    | −2,2 1947 | −4,5 1947 | −7,5 1945 |
| Record de chaleur (°C) date du record            | 19,1 2020 | 23,7 1954 | 24,2 2010 | 30,7 2005 | 32,7 1998 | 36,1 2013 | 38 2018   | 39,1 1994 | 36,2 2010 | 33,1 2019 | 27,2 1977 | 24,5 2018 | 39,1 1994 |
| Ensoleillement (h)                               | 146,5     | 140,6     | 172,2     | 192,6     | 203,7     | 154,3     | 184       | 222,4     | 161,6     | 166,1     | 152,6     | 152,1     | 2 048,6   |
| Précipitations (mm)                              | 47        | 60,5      | 103,1     | 101,9     | 136,5     | 185,1     | 174,4     | 113       | 152,8     | 136       | 72,5      | 55,5      | 1 338,3   |
| dont neige (cm)                                  | 0         | 1         | 0         | 0         | 0         | 0         | 0         | 0         | 0         | 0         | 0         | 0         | 1         |
| Nombre de jours avec précipitations              | 5,6       | 6,3       | 9,1       | 9,2       | 9,5       | 11,3      | 10        | 7,2       | 9,5       | 8,3       | 6,2       | 6,1       | 98,2      |
| dont nombre de jours avec précipitations ≥ 10 mm | 1,5       | 2,2       | 3,9       | 3,6       | 4,2       | 5,6       | 5,2       | 3,2       | 4,6       | 3,9       | 2,5       | 1,9       | 42,3      |
| Humidité relative (%)                            | 61        | 60        | 59        | 58        | 61        | 68        | 70        | 66        | 67        | 65        | 64        | 62        | 63        |
| Nombre de jours avec neige                       | 0         | 0,3       | 0         | 0         | 0         | 0         | 0         | 0         | 0         | 0         | 0         | 0         | 0,4       |

| Diagramme climatique                                  |             |            |               |             |             |               |             |               |           |              |             |
| J                                                     | F           | M          | A             | M           | J           | J             | A           | S             | O         | N            | D           |
| 9,7347                                                | 10,53,260,5 | 14,26103,1 | 19,910,9101,9 | 24,916136,5 | 2820,3185,1 | 31,824,6174,4 | 33,725,8113 | 29,521,9152,8 | 23,716136 | 17,810,272,5 | 12,35,355,5 |
| Moyennes : • Temp. maxi et mini °C • Précipitation mm |             |            |               |             |             |               |             |               |           |              |             |

## Transports

### Aéroports
L'aéroport international d'Osaka (aéroport d'Itami) pour les vols intérieurs ou moyens courriers, et l'aéroport international du Kansai (KIX) sont à proximité de la ville.

### Trains
La ville est desservie par :
- le train à grande vitesse Shinkansen à la gare de Shin-Osaka :
  - ligne Shinkansen Sanyō (opérée par JR West),
  - ligne Shinkansen Tōkaidō (opérée par JR Central) ;
- plusieurs lignes de la compagnie JR West, notamment la ligne circulaire d'Osaka ;
- plusieurs lignes de compagnies privées : Hankyu, Hanshin, Keihan, Kintetsu, Nankai.

Un monorail circule au nord de la ville.

### Transport maritime

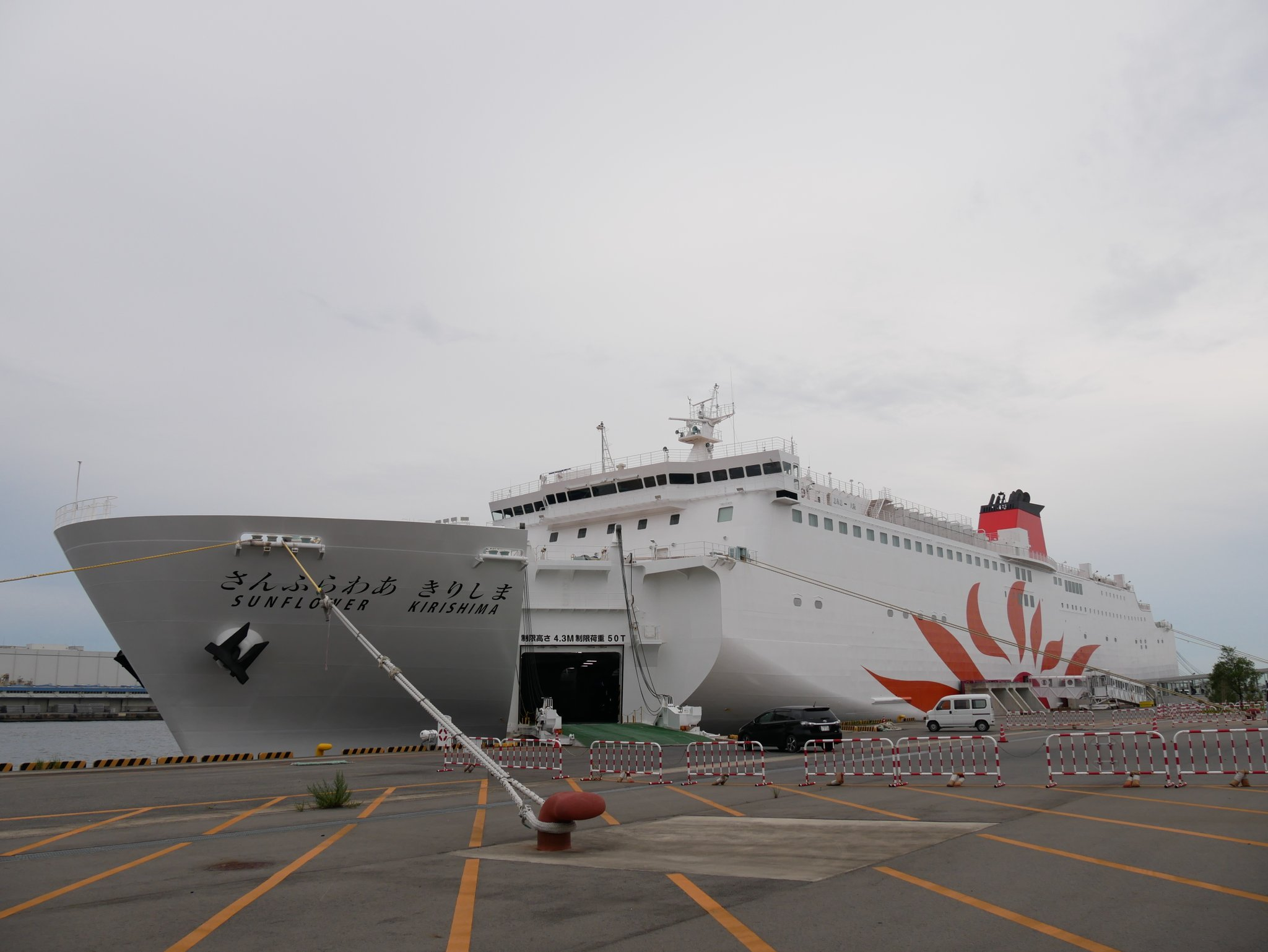
Navire de la compagnie Ferry Sunflower assurant les liaisons avec l'île de Kyūshū.

Osaka est reliée de manière quotidienne aux îles de Kyūshū et Shikoku par des liaisons régulières en car-ferry.

### Métro
Le métro d'Osaka, avec 9 lignes, inauguré en 1933, compte 129,9 kilomètres de voies. Depuis le 1er avril 2018, l'ensemble de l'activité a été transféré à la compagnie privée Osaka Metro.

### Tramway
La compagnie Hankai Tramway opère deux lignes de tramway au sud d'Osaka.

### Bus
Jusqu'au 31 mars 2018, la ville disposait de bus municipaux. À partir du 1er avril 2018, l'ensemble de l'activité a été transféré à la compagnie privée Osaka City Bus (大阪シティバス, Ōsaka shiti basu). D'autres compagnies privées circulent à l'intérieur de la ville : Hankyu Bus, Hanshin Bus, Keihan Bus, Kintetsu Bus, Nankai Bus et Hokkoh Kanko Bus.

## Tourisme
Quelques sites intéressants ou célèbres :
- le château d'Osaka et à proximité la salle de spectacle Osaka-jō Hall.
- l'aquarium Kaiyukan (un des plus grands du monde).
- Universal Studios Japan.
- la tour Tsūtenkaku et le quartier de ShinSekai.
- les théâtres de kabuki et de bunraku.
- les quartiers de Minami, Kita, Umeda et Tennōji-ku
  - l'American Village (« Amerika-mura » ou « Ame-mura »)
- la rue Dōtonbori
  - Glico Man, une affiche lumineuse Glico : célèbre publicité qui représente un athlète les bras levés en signe de victoire
- le temple Shi Tennō-ji (construit en 593)
- le sanctuaire Sumiyoshi-taisha

## Culture et Enseignements
- Expo '70 est le nom de l'Exposition universelle qui a eu lieu à Suita (banlieue d'Osaka).
- Kansai-ben.
- Osaka est connue pour être « la cuisine de la nation » (天下の台所, tenka no daidokoro?) :
  - cuisine régionale d'Osaka.
- La forme de rakugo créée par Shikano Buzaemon (1649 - 1699), une des trois principales avec celles de Kyoto et, plus récemment, de Tokyo, qui a évolué plus tard en manzai.

### Musées
- Musée national d'Art (NMAO)
- Musée de l'histoire d'Osaka, ouvert en 2001
- Musée des sciences d'Osaka
- Zoo de Tennoji
- Musée Kamigata (Ukiyo-e)

### Sport

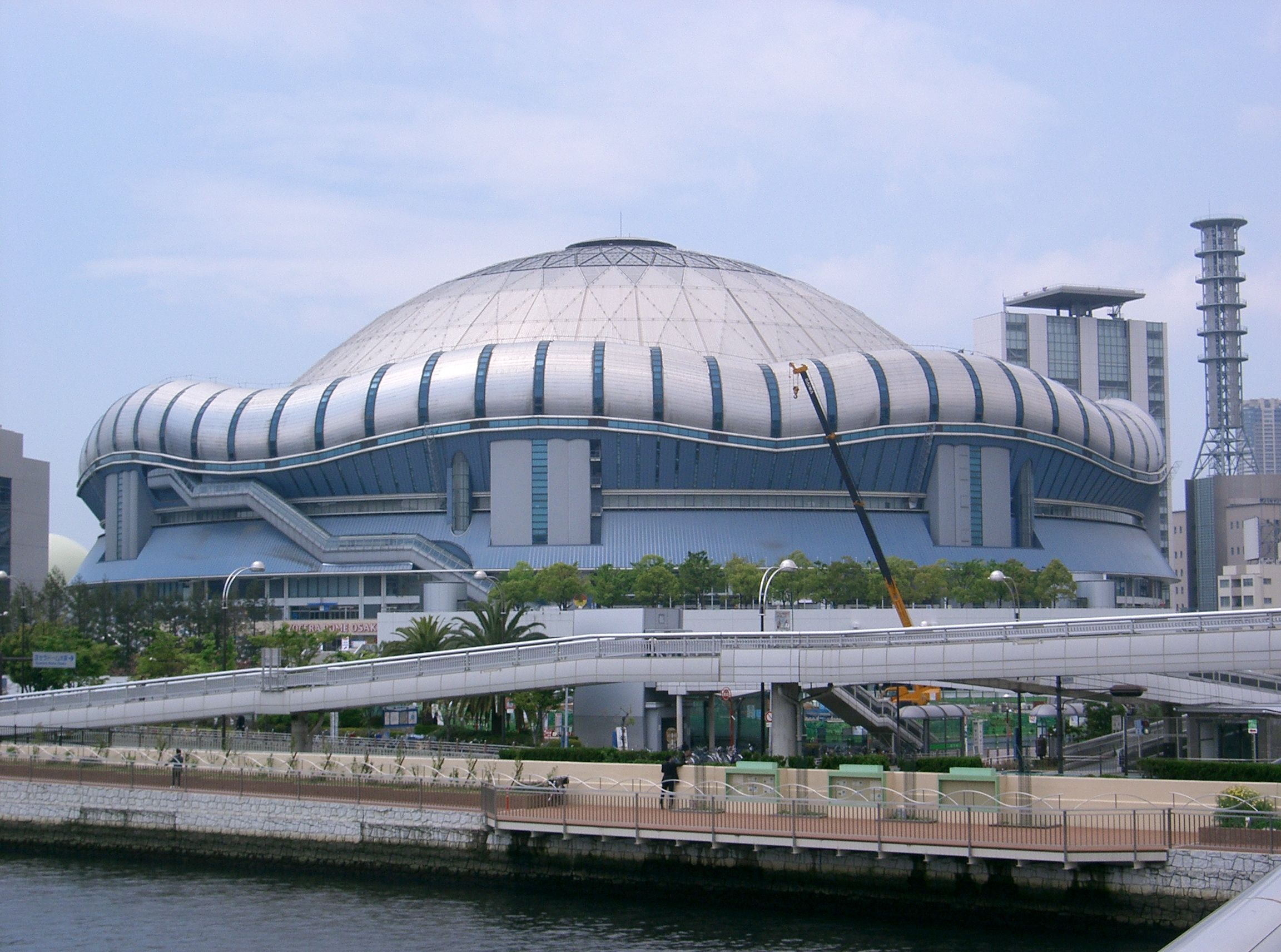
Le Kyocera Dome Osaka, stade dans lequel évoluent les clubs des Orix Buffaloes et Hanshin Tigers.

Osaka abrite trois clubs sportifs professionnels de renommée nationale. L'un d'eux est le Orix Buffaloes : une équipe japonaise de baseball qui évolue au Kyocera Dome Osaka pour ses matchs à domicile. La ville possède un autre club de baseball, les Hanshin Tigers, qui joue une partie de ses matchs à domicile au Kyocera Dome Osaka et l'autre au Koshien Stadium.
Osaka compte également un club de football, le Cerezo Osaka évoluant au Nagai Stadium, ainsi qu'un club de futsal le club de Shriker Osaka qui évolue en première division pour la saison 2015-2016. Le basket-ball est représenté par le club de Osaka Evessa fondé en 2004. On y trouve aussi du rugby à XV: les NTT Docomo Red Hurricanes évoluent en première division.
La ville accueille en outre régulièrement différents événements sportifs. L'un des six tournois de sumo professionnel a lieu chaque année au gymnase préfectoral d'Osaka. Le Marathon international féminin d'Osaka se déroule quant à lui tous les ans en janvier.

#### Manifestations sportives internationales
- Championnats du monde d'athlétisme 2007, « Osaka 2007 ».
- Marathon international féminin d'Osaka.

## Enseignement supérieur
Universités possédants au moins un campus dans la ville d'Osaka.
- Université d'Osaka
- Université d'éducation d'Osaka
- Université métropolitaine d'Osaka¹
- Université des sciences économiques d'Osaka
- Université technologique d'Osaka
- Université Jogakuin d'Osaka
- Université Shin-Ai Gakuin d'Osaka
- Université Seikei d'Osaka
- Osaka University of Comprehensive Children Education
- Université Toriwakai Gakuen d'Osaka
- Osaka Health Science University
- Université du Kansai
- Jikei University of Health Care Sciences
- Université Soai
- Université Takarazuka
- Graduate School of Management, Nagoya University of Commerce & Business
- Morinomiya University of Medical Sciences
- The Open University of Japan
- Professional Institute of International Fashion
- International Professional University of Technology in Osaka
- Osaka Christian College
- Osaka University of Arts Junior College
- Osaka Institute of Technology Junior College
- Osaka Jogakuin Junior College
- Osaka Yuhigaoka Gakuen Junior College
- Osaka Seikei College
- Osaka University of Comprehensive Children Education, Junior College
- Osaka Tokiwakai University

(1. L'université métropolitaine d'Osaka est une fusion de l'Université préfectorale d'Osaka et de l'Université municipale d'Osaka le 1er avril 2022)

### Bibliothèques
- Bibliothèque préfectorale de Nakano-shima
- Bibliothèque centrale d'Osaka

## Économie
Le PIB dans la région du Keihanshin (Osaka, Kyoto et Kobe) est de 240 milliards d'euros, ce qui en fait une des zones les plus productives du monde.

### Principales entreprises d'Osaka
- Capcom
- Daimaru
- Daikin
- Ezaki Glico
- GIZA studio
- Hankyu Corporation
- Hanshin Electric Railway
- Itochu
- Kintetsu Corporation
- Kurabo Industries
- Kansai Electric Power Company
- Keyence
- Marubeni
- Mizuno
- Nankai Electric Railway
- Nippon Ham
- Nippon Life Insurance Company
- Nissin Foods
- Nova
- Olfa
- Osaka Gas
- Panasonic (Matsushita)
- Pias Corporation
- Resona Holdings, Inc.
- Roland
- Sanyo
- Sharp
- Sumitomo Group
- Suntory
- Takashimaya
- Takeda Chemical Industries
- Toyobo Corporation
- Toyo Tire & Rubber Company
- West Japan Railway Company (JR West)
- Yanmar

## Personnes célèbres

### Personnes célèbres nées à Osaka
- Jirō Yoshihara (1905), membre fondateur du mouvement avant-gardiste japonais Gutaï.
- Kenzō Tange (4 septembre 1913), architecte.
- Saburō Murakami (1925), membre fondateur du mouvement avant-gardiste japonais Gutaï.
- Atsuko Tanaka (1932), artiste contemporaine.
- Nobuyoshi Tamura (2 mars 1933), directeur technique national (DTN) de la FFAB (Fédération Française d'Aikido et de Budo).
- Tetsumi Kudo (23 février 1935), inventeur d'un néo-dadaïsme et d'une nouvelle écologie.
- Lee Myung-bak (19 décembre 1941), 10e président de la Corée du Sud
- Tadao Andō (13 septembre 1941), architecte.
- Yasumasa Morimura (1951), artiste contemporain.
- Kōji Gushiken (1956-), double champion olympique de gymnastique.
- Takashi Miike (24 août 1960), réalisateur.
- Getsu Gen (1965), écrivain.
- Ryuhei Kitamura (30 mai 1969), réalisateur, producteur et scénariste.
- Toshiaki Toyoda (1969), réalisateur et scénariste.
- Yasuhiko Tsuchida (30 juillet 1969), artisan verrier japonais.
- Tetsu (3 octobre 1969), bassiste et leader du groupe L'Arc-en-Ciel
- Yū Watase (5 mars 1970), dessinatrice de manga.
- Ken’ichi Suzumura (12 septembre 1974), doubleur (seiyuu).
- Reiko Chiba (8 janvier 1975), actrice.
- Shinya (24 février 1978), batteur du groupe de visual kei Japonais Dir en grey.
- Koike Teppei (5 janvier 1986), chanteur dans le duo WaT, acteur.
- Hikaru Nakamura (9 décembre 1987), joueur d'échecs américain.
- Ai Ōtsuka (9 septembre 1982), chanteuse
- Ryo Nishikido (3 novembre 1984), acteur, chanteur des groupes NEWS et Kanjani8
- Kato Shigeaki (11 juillet 1987), acteur, chanteur du groupe NEWS
- Matsuda Satoshi (16 décembre 1978), acteur, chanteur
- Shota Horie (21 janvier 1986), talonneur de rugby à XV
- Masashi Oguro, né le 4 mai 1980 - Footballeur
- Hironobu Kageyama (18 février 1961), chanteur japonais spécialisé dans les génériques de dessins animés
- Sayaka Yamamoto (14 juillet 1993), chanteuse et idole japonaise, membre des groupes d'idoles NMB48 et son groupe sœur AKB48.
- Crossfaith (depuis 2006) groupe de Metalcore japonais
- Sana (chanteuse) ( 29 décembre 1996), membre du groupe Coréen Twice (groupe)
- Naomi Osaka (16 octobre 1997), joueuse de tennis professionnelle, vainqueur de plusieurs Grands Chelems.
- Fumio Nanri (24 décembre 1910), trompettiste de jazz.

### Personnes célèbres décédées à Osaka
- Saikaku Ihara (1642-1693), poète de haïku, écrivain.
- Bashō Matsuo (1644-1694), poète de haïku.

## Galerie de photos

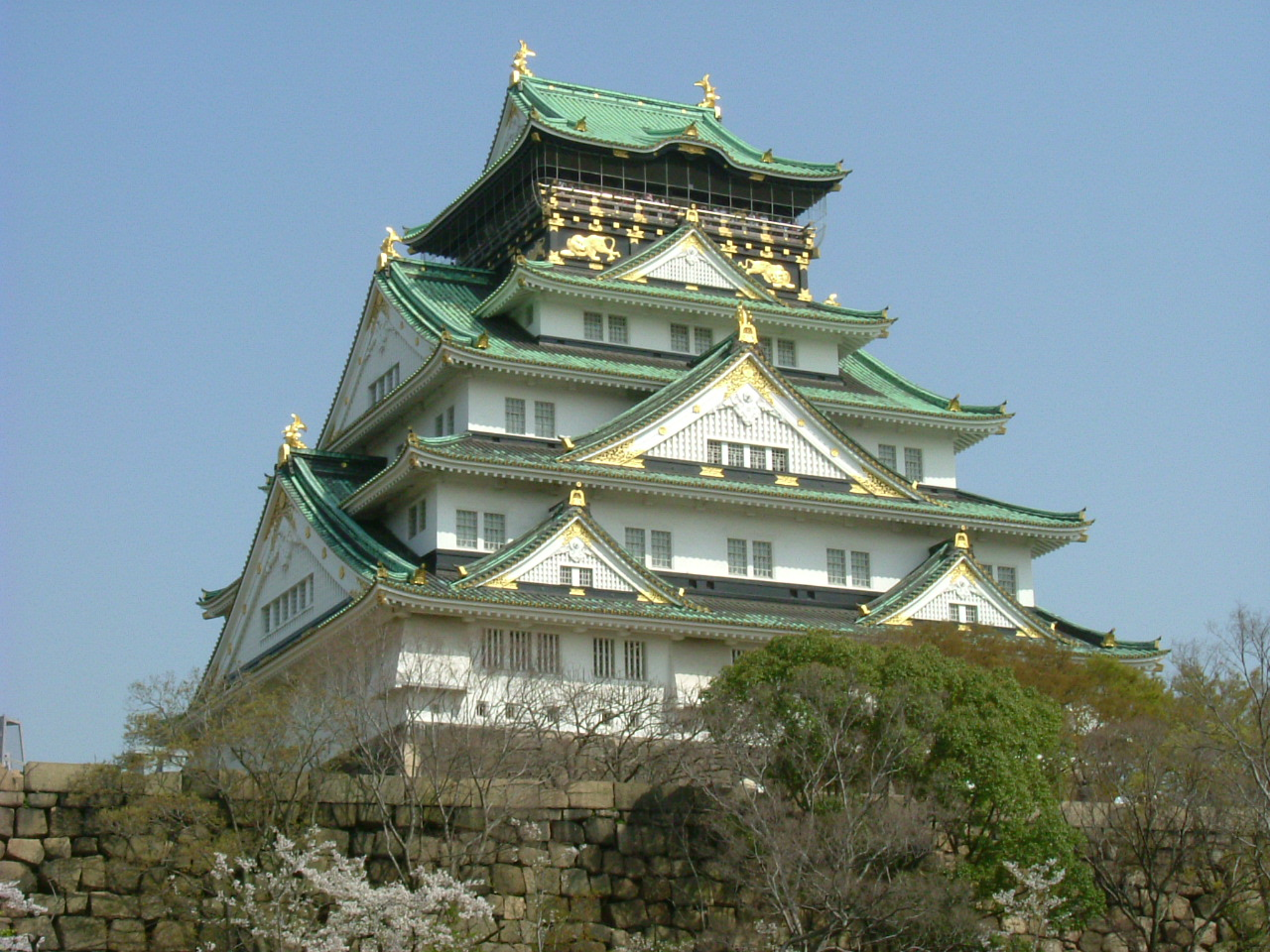
Le château d'Osaka vu des jardins Nishinomaru.
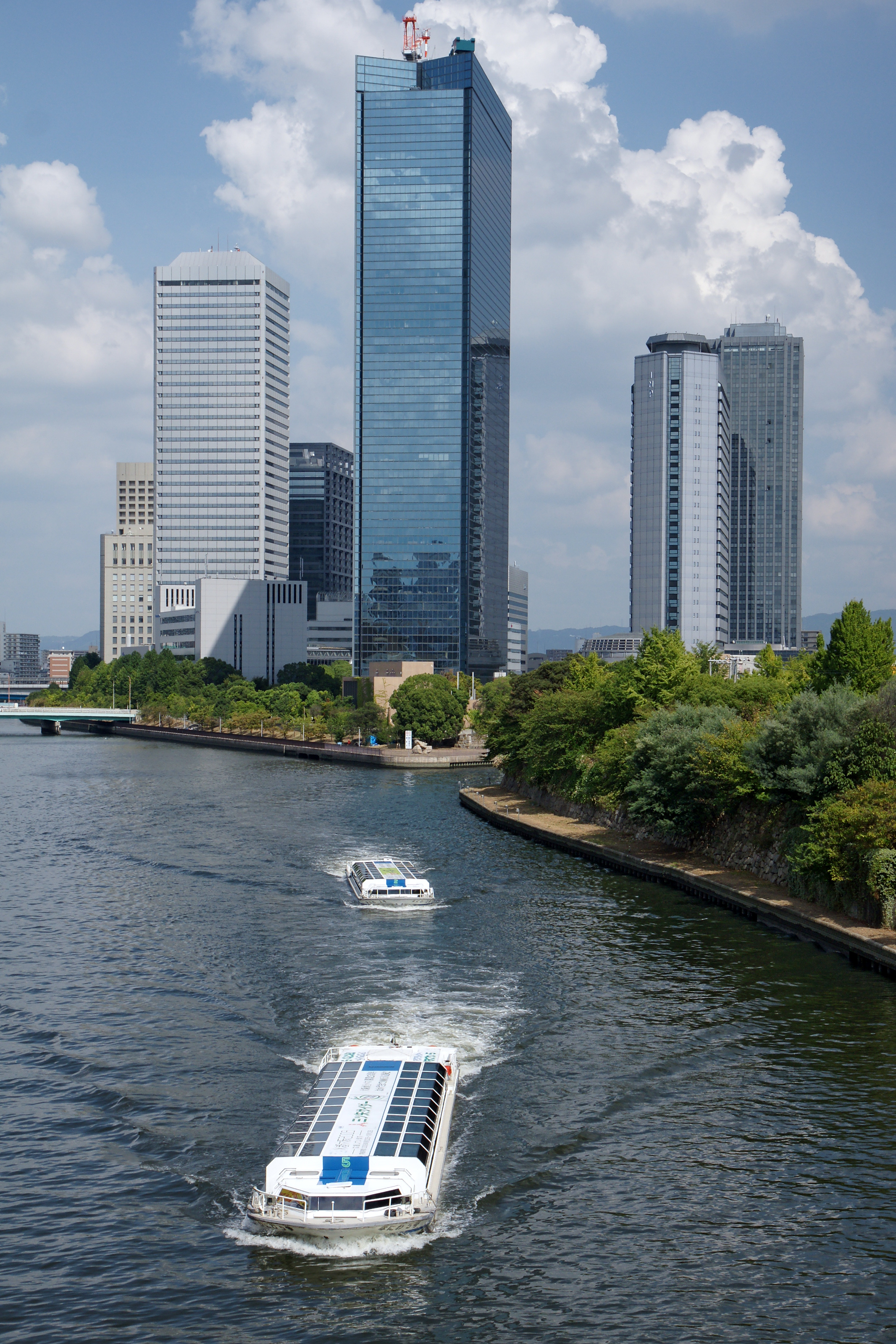
Osaka Business Park.
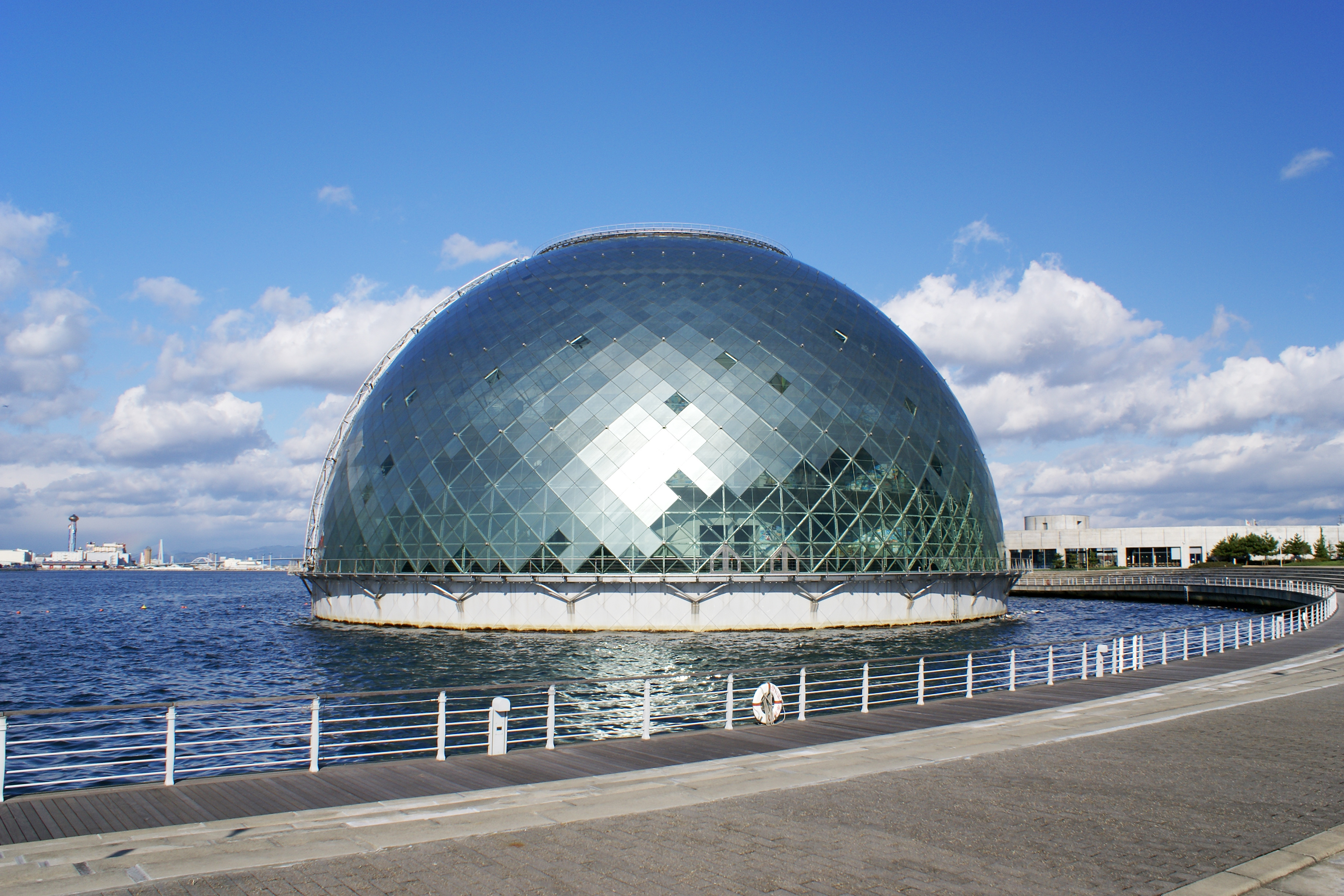
Le Musée Maritime, œuvre de Paul Andreu.
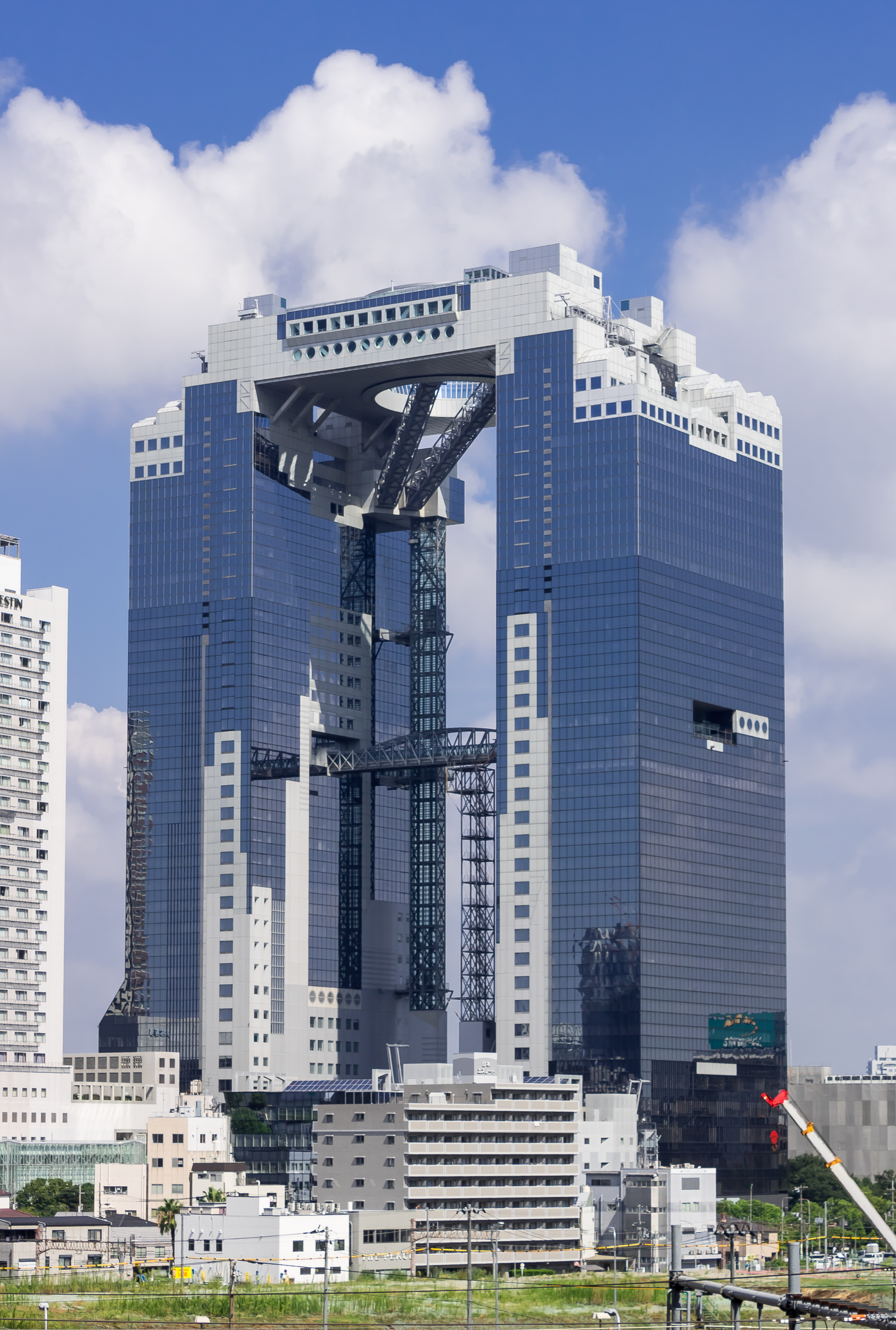
Umeda Sky Building.
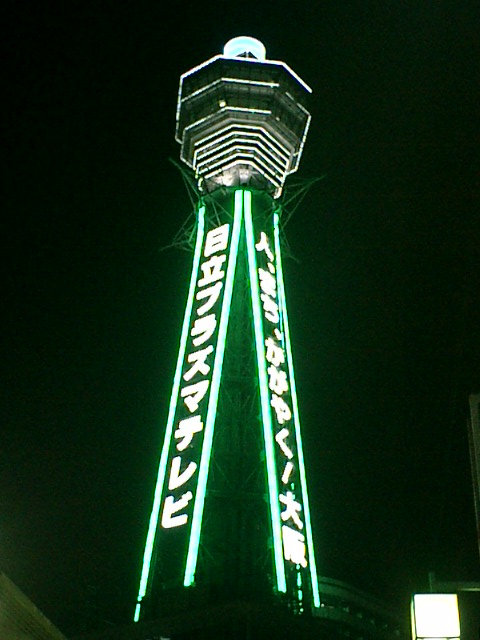
Tour Tsūtenkaku.
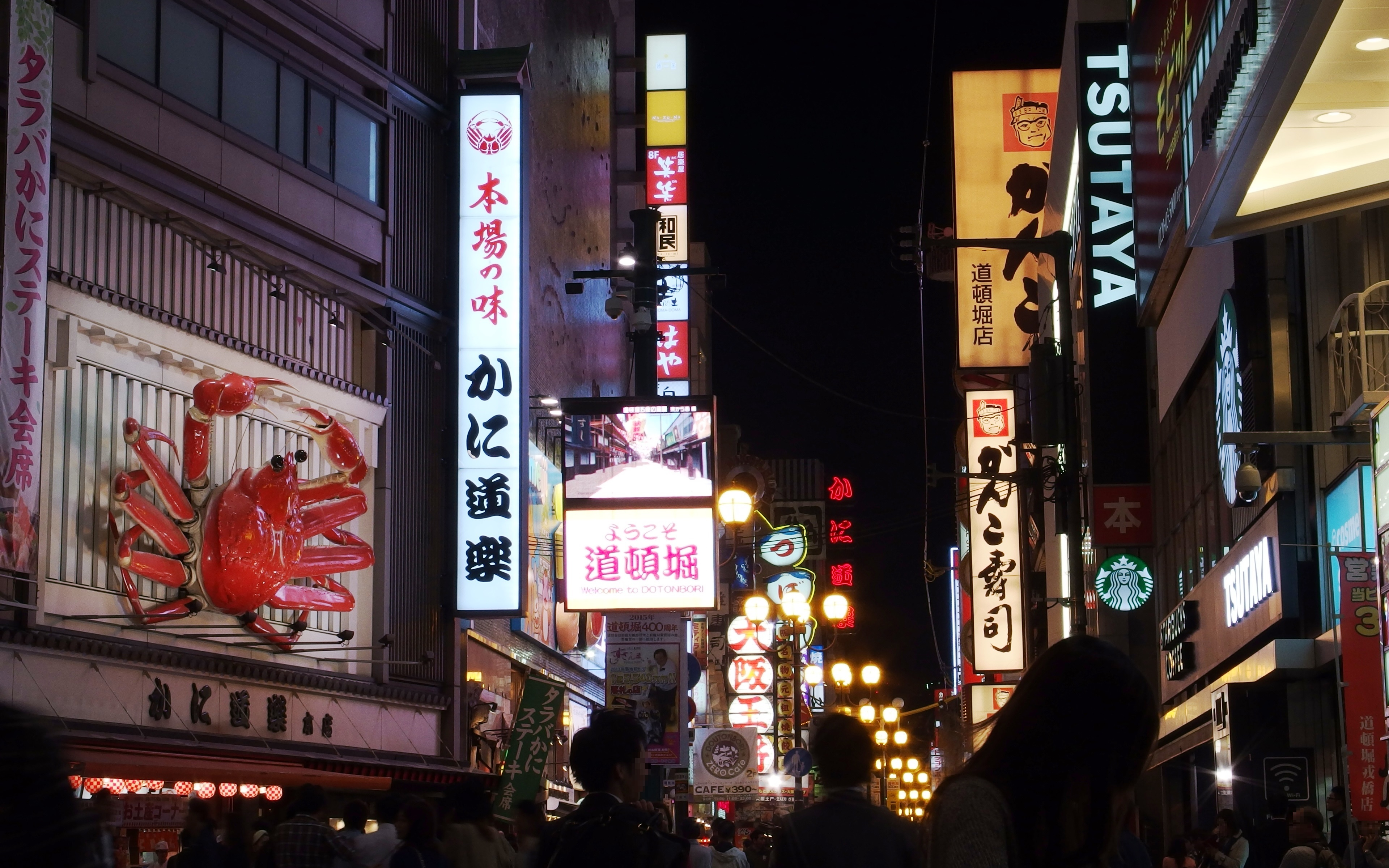
Rue commerciale Dōtonbori.
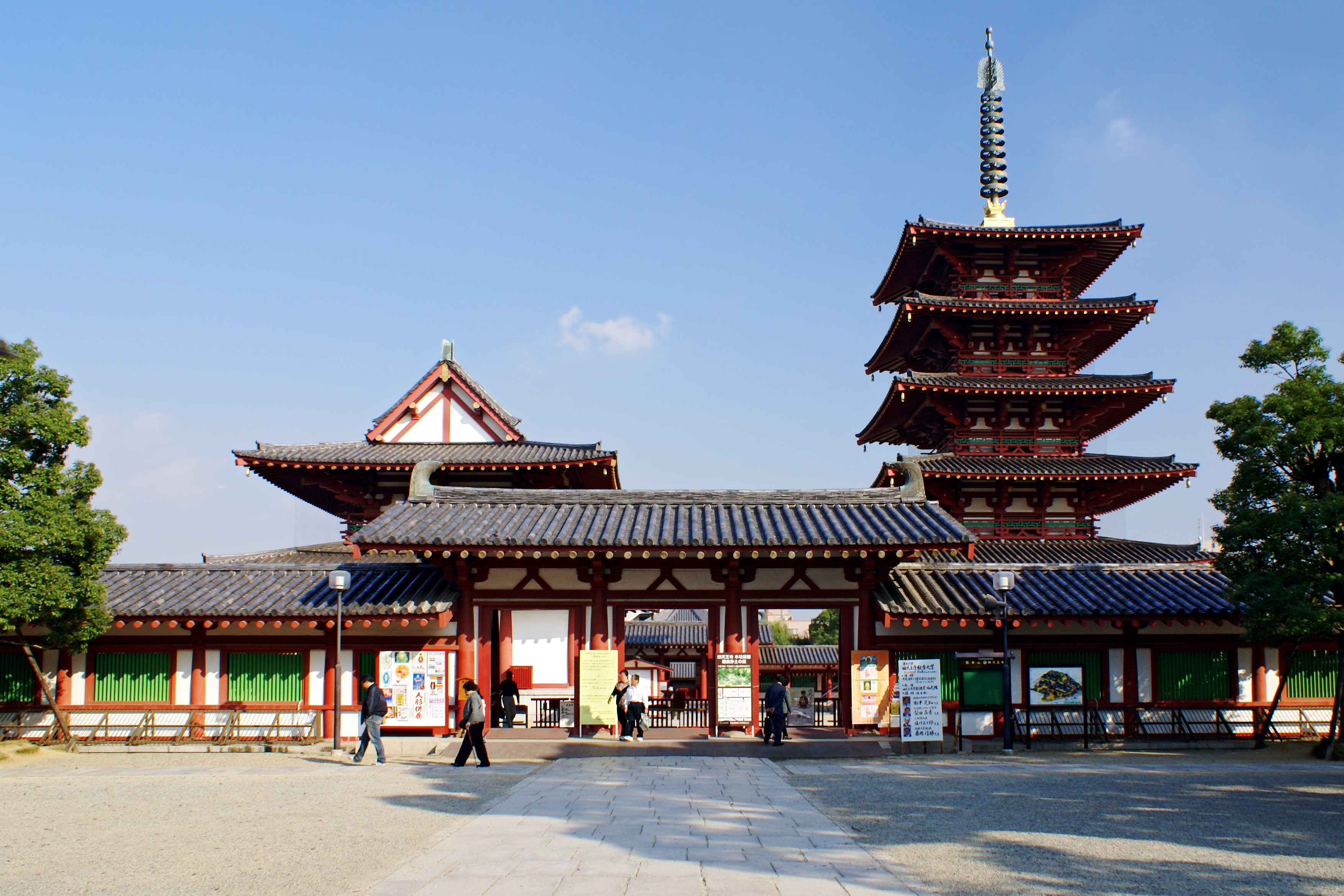
Temple Shitennō-ji.
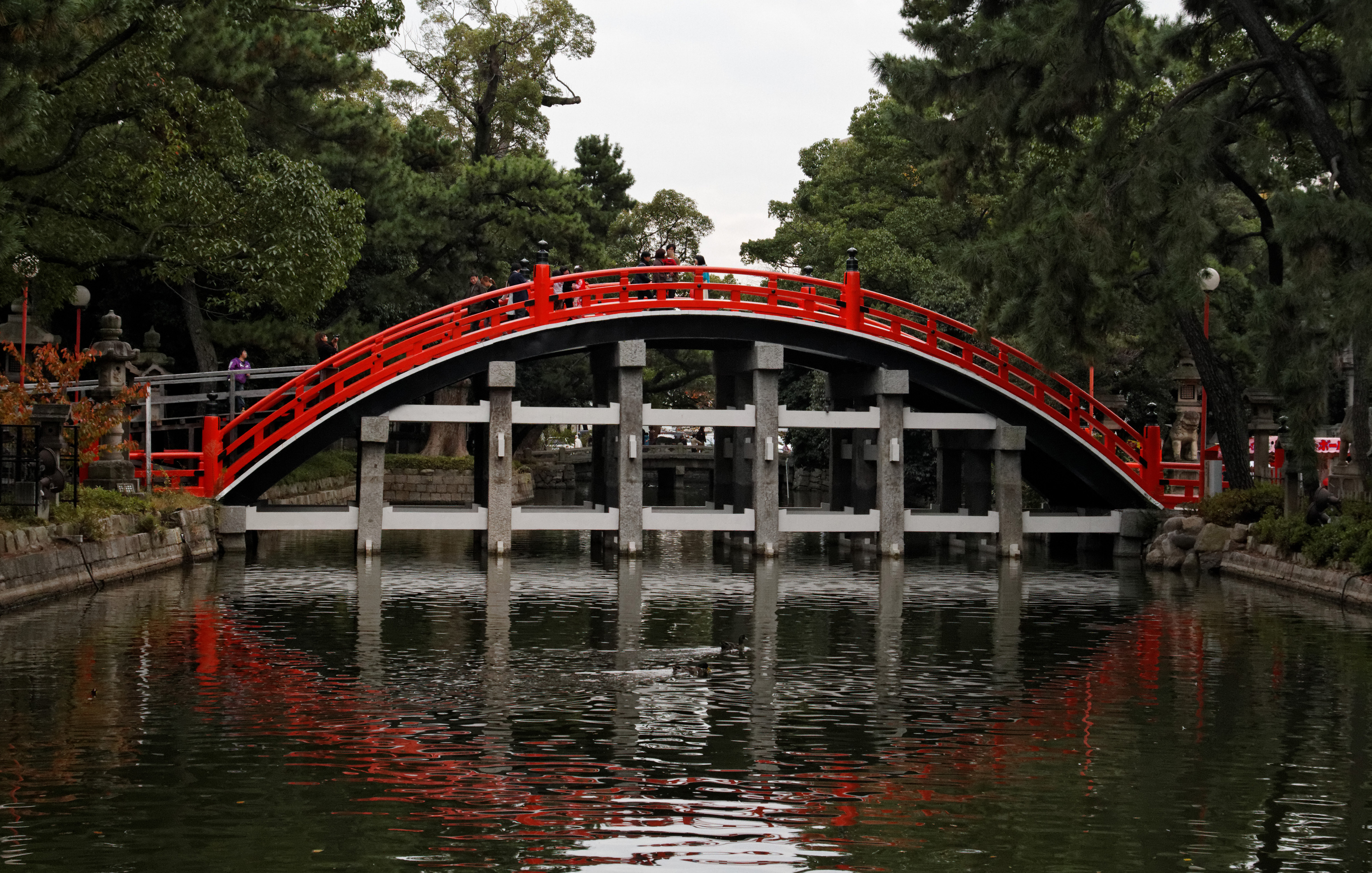
Sumiyoshi-taisha.
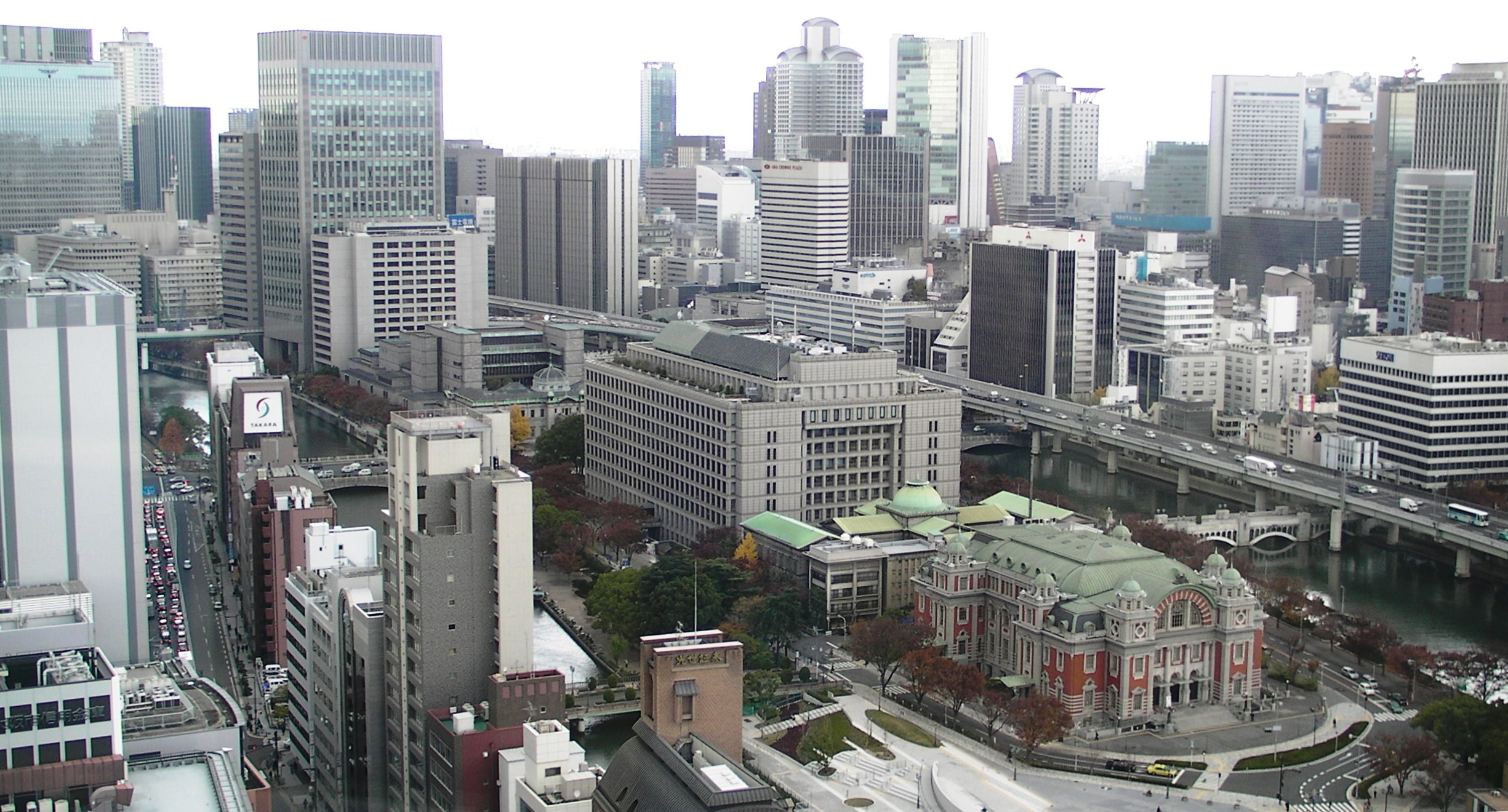
L'île Nakano-shima avec, à l'arrière plan, Umeda.

## Jumelages
En 2016, la ville d'Osaka est officiellement jumelée avec huit grandes villes d'envergure internationale, :
| Date      |                                             | Ville sœur                |
| --------- | ------------------------------------------- | ------------------------- |
| 1957-2018 | Drapeau des États-Unis                      | San Francisco, États-Unis |
| 1969      | Drapeau du Brésil                           | São Paulo, Brésil,        |
| 1973      | Drapeau des États-Unis                      | Chicago, États-Unis       |
| 1974      | Drapeau de la République populaire de Chine | Shanghai, Chine           |
| 1974      | Drapeau de l'Australie                      | Melbourne, Australie      |
| 1979      | Drapeau de la Russie                        | Saint-Pétersbourg, Russie |
| 1981      | Drapeau de l'Italie                         | Milan, Italie             |
| 1989      | Drapeau de l'Allemagne                      | Hambourg, Allemagne       |
| Date      |                                             | Amitié et Coopération     |
| 1998      | Drapeau de l'Argentine                      | Buenos Aires, Argentine   |
| 1998      | Drapeau de la Hongrie                       | Budapest, Hongrie         |
| 2008      | Drapeau de la Corée du Sud                  | Pusan, Corée du Sud       |

En septembre 2017, la municipalité américaine de San Francisco fait installer, dans un parc du quartier asiatique de la ville, un monument en mémoire des « femmes de réconfort », esclaves sexuelles coréennes, chinoises, philippines ou néerlandaises de l'Armée impériale japonaise du début des années 1930 à la fin de la Seconde Guerre mondiale. Un an plus tard, Hirofumi Yoshimura, maire d'Osaka, met fin au jumelage de plus de soixante ans entre les deux villes, afin d'affirmer officiellement l'opposition de la ville (et du gouvernement japonais) à l'érection de ce mémorial,.